# جامعة أوزبكستان الوطنية
جامعة أوزبكستان الوطنية هي جامعة عمومية تقع بمدينة طشقند بأوزبكستان تأسست سنة 1918.

## وصلات خارجية
- الموقع الرسمي